# 中国语文现代化学会
中国语文现代化学会，成立于1994年10月，主管单位为教育部和国家语言文字工作委员会。

## 沿革
中国语文现代化学会为继续文字改革，配合语委推广普通话、简化字、汉语拼音做了大量工作。文改积极分子正在汉语拼音的基础上研究分词连写和分化定型同音词问题，推动发展拉丁化的汉语拼音文字。